# Takiji Kobayashi
Takiji Kobayashi (小林 多喜二?, Kobayashi Takiji; Ōdate, 1º  dicembre 1903 – Tokyo, 20 febbraio 1933) è stato uno scrittore giapponese.

## Biografia
Nacque ad Ōdate, nella prefettura di Akita, e trascorse l'infanzia ad Otaru, nell'isola di Hokkaidō. Dopo essersi Laureato alla Scuola di istruzione superiore di Otaru (l'attuale Università commerciale di Otaru), trovò un impiego presso la filiale locale della Banca Hokkaido Takushoku.
La sua opera più celebre è Kanikōsen (It. Il peschereccio di granchi), scritta nel 1929. Narra la storia di vari personaggi, nel quadro dei primi tentativi di organizzarsi in sindacato dei lavoratori o proletariati della pesca.
Nel 1931 si iscrisse al Partito Comunista Giapponese e due anni dopo, a 29 anni, morì per le torture inflittegli dalla polizia.